# Who's Real
"Who's Real" is een single van Jadakiss, Swizz Beatz en OJ Da Juiceman, van het album The Last Kiss. De single werd uitgebracht op 4 mei 2009 en een maand later volgde er een remix met DMX, Eve en Drag-On. 
De videoclip werd voor het eerst vertoond op 13 mei. Hierin zijn leden van Ruff Ryders te zien en ook andere rappers zoals Ja Rule, Clipse, Clyde Carson, DJ Webstar, Grafh en Styles P. 

## Charts
| Chart (2009)                                  | Hoogste positie |
| --------------------------------------------- | --------------- |
| V.S. Billboard Bubbling Under Hot 100 Singles | 25              |
| V.S. Billboard Hot R&B/Hip-Hop Songs          | 39              |
| V.S. Billboard Hot Rap Tracks                 | 18              |